# Ana Ripoll Aracil
Ana Ripoll Aracil (Alcoy, Alicante, 1952) es una catedrática e investigadora española. Rectora de la Universidad Autónoma de Barcelona entre 2009 y 2012.

## Biografía
Licenciada en Ciencias Físicas por la Universidad Complutense de Madrid en 1975, fue profesora Ayudante de esa universidad entre 1976 y 1978. Desde 1978 es profesora Adjunta del Departamento de Informática de la Universidad Autónoma de Barcelona, donde se doctoró en 1980. Desde 1992 es catedrática de Arquitectura y Tecnología de Computación en la Escuela de Ingeniería de la misma universidad. Fue vicerrectora de Profesorado durante el segundo mandato del rector Lluís Ferrer Caubet (2005-2008) y la primera rectora de la UAB durante un mandato (2009-2012). Ha trabajado en diferentes áreas de investigación y docencia dentro de la Arquitectura de Computadores y el Procesamiento Paralelo. Ha publicado más de ciento artículos en revistas especializadas y conferencias internacionales de reconocido prestigio, además de ser miembro de varios comités e instituciones nacionales e internacionales.
Fue una de las impulsoras por la creación de la asociación Bioinformatics Barcelona (BIB) y fue su primera presidenta en 2015. Ha hecho investigación en los campos del procesamiento paralelo, balanceo dinámico de carga, modelos de predicción de rendimiento y sistemas distribuidos por aplicaciones de vídeo bajo demanda.

## Premios y reconocimientos
- En 2016 recibió la Orden Civil de Alfonso X el Sabio.[4]
- En 2017 recibió el premio Salvà i Campillo por "haber impulsado la interacción entre las disciplinas de las ciencias de la vida y las ciencias de la computación creando Bioinformatics Barcelona (BIB), con más de 50 entidades miembros"[5]